# Markle
Markle é uma cidade  localizada no estado americano de Indiana, no Condado de Huntington e Condado de Wells.

## Demografia
Segundo o censo americano de 2000, a sua população era de 1102 habitantes.
Em 2006, foi estimada uma população de 1104, um aumento de 2 (0.2%).

## Geografia
De acordo com o United States Census Bureau tem uma área de
2,7 km², dos quais 2,6 km² cobertos por terra e 0,1 km² cobertos por água. Markle localiza-se a aproximadamente 247 m acima do nível do mar.

## Localidades na vizinhança
O diagrama seguinte representa as localidades num raio de 16 km ao redor de Markle.